# Govern Militar (Lleida)
Govern Militar és un edifici de Lleida protegit com a bé cultural d'interès local.

## Descripció
Es tracta d'un immoble format per diferents cossos sustentats per pilars. Cada un d'aquests està tractat de forma diferent pel que fa al volum i alçada.